# Núria Ayala i Mitjavila
Núria Ayala i Mitjavila (Barcelona, 28 de març de 1970) és una nedadora i entrenadora catalana, especialitzada en natació sincronitzada.
Membre del Club Natació Kallipolis, competí en natació sincronitzada des de categories inferiors, sobretot en les especialitats de duo i equip. Campiona d'Espanya d'estiu en solo el 1993, en duo fou campiona d'Espanya d'estiu en quatre ocasions (1988-91) i d'hivern en cinc (1988-1992), competint la majoria de les vegades amb Eva López. En la modalitat per equips, va guanyar el Campionat d'Espanya d'estiu en set ocasions (1987-91, 1993-94) i d'hivern en sis (1985, 1989, 1990-91, 1993-94). Per altra banda, destaca els vuits títols de campiona de Catalunya per equips, tres en duet i dues en solo, que va aconseguir entre 1987 i 1994. Internacional des de 1986, participà amb la selecció espanyola en els Campionat del Món de 1986 i 1991, i els Campionat d'Europa de 1987, 1989 i 1991. També va participar en els Jocs Olímpics de Seül 1988 en la modalitat duo, i a Barcelona 1992, com a suplent. Retirada de la competició l'any 1993, ha estat entrenadora i jutge internacional de natació sincronitzada. Fou distingida amb la medalla de bronze el 1988, de plata el 1989 i d'or el 1990 per la Federació Espanyola de Natació.